# Pisgat Ze’ev

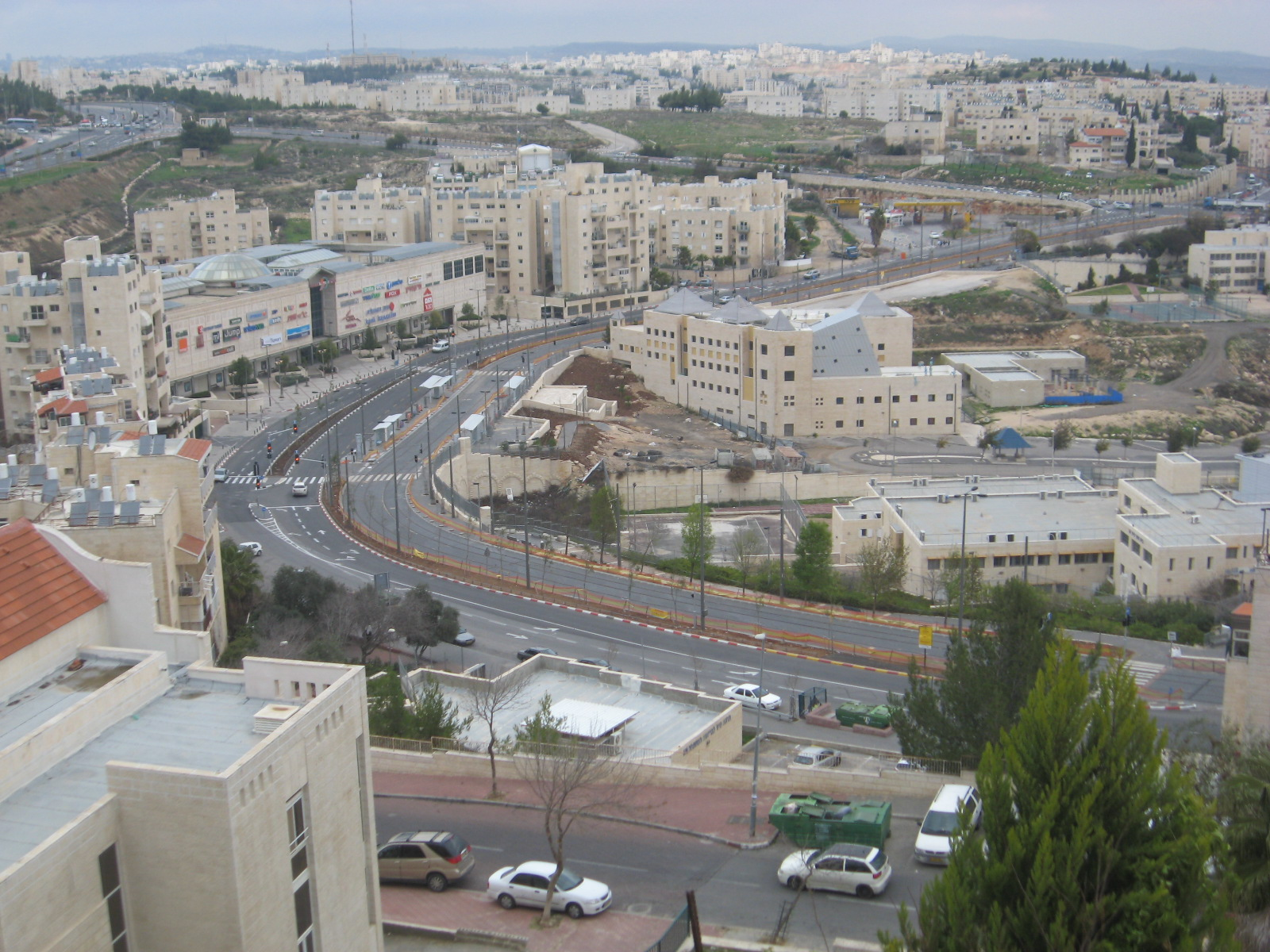
Blick über Pisgat Ze'ev

Pisgat Ze’ev (hebräisch פִּסְגַּת זְאֵב Pisgat Sə'ev, deutsch ‚Gipfel Ze'evs‘) ist ein Stadtteil mit 50.000 Einwohnern von Jerusalem. Er grenzt im Westen und Süden an den arabischen Stadtteil Shu'afat, im Osten an die ebenfalls arabischen Dörfer Anata und Chizma und im Norden an den jüdischen Stadtteil Neve Ya'akov.
Pisgat Ze'ev wurde gegründet, um ein weitgehend durchgehendes Baugebiet von French Hill bis Neve Ya'akov (gegründet 1972) zu schaffen und auch die bis dahin bestandene relative Isoliertheit der Satellitenstadt von Neve Ya'akov zu überwinden. Stadtplanerisch gehört Pisgat Ze'ev zu den fünf sogenannten Ring-Stadtvierteln um das bis dahin geschlossene Siedlungsgebiet von Jerusalem.

Lage des Stadtviertels in Jerusalem

Gelegen im Norden von Ostjerusalem gehört das Gebiet von Pisgat Ze'ev allerdings zu dem nach dem Sechstagekrieg annektierten Bereich der Region Palästina. Die internationale Gemeinschaft betrachtet auch das Gebiet von Pisgat Ze'ev nach internationalem Recht (UN-Sicherheitsratsresolution 267) als illegal besiedelt. Pisgat Ze'ev wird deshalb als eine der nicht international anerkannten israelischen Siedlungen im Westjordanland betrachtet und demzufolge nicht als Stadtteil von Jerusalem. Die israelische Regierung bestreitet dies und beruft sich dabei vor allem auf das israelische Jerusalemgesetz von 1980.
Archäologische Ausgrabungen zeigten, dass die Region einer der Hauptproduzenten von Wein und Öl für den Jerusalemer Tempel war. Die Siedlung wurde auf einem Hügel des Berglands von Benjamin (nördlicher Teil des Judäischen Berglands) und dessen Hängen geplant, der bei den Palästinensern als Ras a-Tawill (772 Meter über dem Meeresspiegel) bekannt ist. Ursprünglich sollte der Name Pisgat Tal lauten, endgültig wurde der Name Pisgat Ze'ev gewählt, benannt nach dem führenden Zionisten und Gründer der jüdischen Legion im Ersten Weltkrieg, Ze'ev Jabotinsky. Aus diesem Grund sind auch sehr viele Straßen nach Mitgliedern der israelischen Armee benannt.

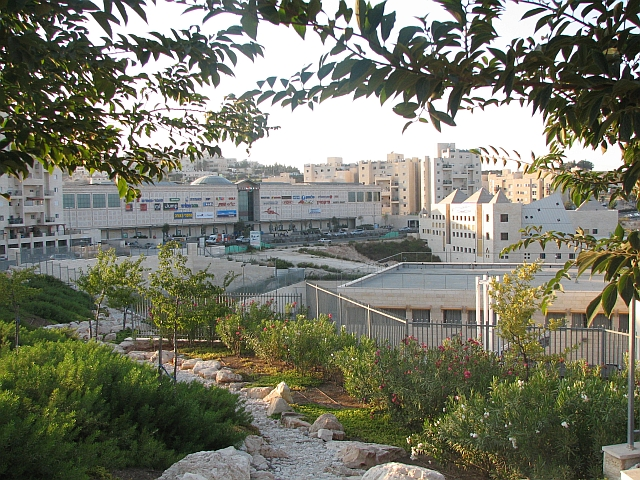
Ansicht der Pisgat Ze'ev Mall (links) und des Gemeinschaftszentrums (rechts) am Moshe Dayan Boulevard

Der Bau von Pisgat Ze'ev begann 1982, 1984 zogen hier die ersten Familien ein. Mit 40 Prozent der Einwohner in einem Alter unter 21 Jahren gehört Pisgat Ze'ev zu den demographisch jüngsten Stadtteilen. Davon zeugen auch 58 Kindergärten, 9 Grundschulen, 2 Mittelschulen und 3 Oberschulen. Pisgat Ze'ev besteht aus fünf Sektoren (in Klammern die ersten Baufertigstellungen): Zentrum (1984), West (1988), Ost und Nord (1990), sowie Süd (1998). Die Siedlung ist mit der Innenstadt von Jerusalem durch die Autobahn Route 60 sowie mit der seit 19. August 2011 in Betrieb befindlichen Stadtbahn verbunden.
Die Siedlung erhöhte den Anteil der jüdischen Bevölkerung in Ost-Jerusalem gegenüber dem arabisch-palästinensischen. Zwischen 1990 und 1993 kippte die bis dahin bestehende Bevölkerungsmehrheit der Palästinenser zugunsten der Juden um: 1990 lebten 150.000 Palästinenser und 120.000 Juden in Ost-Jerusalem, 1993 waren es 155.000 Palästinenser und 160.000 Juden. Hier wurden ab dem Frühjahr 2004 israelische Sperranlagen errichtet, um Pisgat Ze'ev wie auch andere Teile von Jerusalem vom Westjordanland zu trennen und dem Einsickern von Terroristen vorzubeugen. Eines der Resultate war allerdings auch, dass eine Reihe von Palästinensern nach Pisgat Ze'ev, was bis dahin eine relativ homogene jüdische Bevölkerungsstruktur hatte, zuzog.